# Vojvoda Zimonjić
Vojvoda Zimonjić (izvirno srbsko Војвода Зимоњић; madžarsko Ilonafalu) je naselje v Srbiji, ki upravno spada pod Občino Kanjiža; slednja pa je del Severnobanatskega upravnega okraja. Kraj se imenuje po srbskem pravoslavnem duhovniku in vojvodi Bogdanu Zimonjiću (1813–1909), srbskem vojaškem poveljniku v dveh srbskih vstajah. 

## Demografija
V naselju živi 261 polnoletnih prebivalcev, pri čemer je njihova povprečna starost 38,6 let (36,7 pri moških in 40,7 pri ženskah). Naselje ima 123 gospodinjstev, pri čemer je povprečno število članov na gospodinjstvo 2,73.
Prebivalstvo je večinoma nehomogeno.
|  |

| Demografija | Demografija     | Demografija     |
| Leto        | Št. prebivalcev | Št. prebivalcev |
| ----------- | --------------- | --------------- |
|             |                 |                 |
|             |                 |                 |
|             |                 |                 |
|             |                 |                 |
| 1948        | 472             |                 |
| 1953        | 448             |                 |
| 1961        | 587             |                 |
| 1971        | 529             |                 |
| 1981        | 383             |                 |
| 1991        | 282             | 272             |
| 2002        | 349             | 340             |
|             |                 |                 |

| Etnična sestava po popisu iz leta 2002 | Etnična sestava po popisu iz leta 2002 | Etnična sestava po popisu iz leta 2002 | Etnična sestava po popisu iz leta 2002 | Etnična sestava po popisu iz leta 2002 |
| -------------------------------------- | -------------------------------------- | -------------------------------------- | -------------------------------------- | -------------------------------------- |
| Madžari                                | Madžari                                |                                        | 185                                    | 54,41%                                 |
| Srbi                                   | Srbi                                   |                                        | 152                                    | 44,70%                                 |
| Nemci                                  | Nemci                                  |                                        | 1                                      | 0,29%                                  |
| Neznano                                | Neznano                                |                                        | 0                                      | 0,0%                                   |